# Curetis aurantiaca
Curetis aurantiaca is een vlinder uit de familie van de Lycaenidae. De wetenschappelijke naam van de soort is voor het eerst geldig gepubliceerd in 1900 door Fruhstorfer.